# Amolops lifanensis
Amolops lifanensis е вид жаба от семейство Водни жаби (Ranidae). Видът е почти застрашен от изчезване.

## Разпространение
Разпространен е в Китай.

## Описание
Популацията на вида е стабилна.